# Джиммі Роджерс (кантрі-співак)
Джиммі Роджерс (англ. Jimmie Rodgers; справжнє ім'я Джеймс Чарльз Роджерс; 8 вересня 1897 — 26 травня 1933), також відомий як «Співаючий Кондуктор» («англ. The Singing Brakeman)») був першою зіркою музики кантрі. У зв'язку з цим ще одне його прізвисько було «Батько музики кантрі» (англ. The Father of Country Music).

## Біографічні відомості
Народився в місті Меридіан, Міссісіпі. У молоді роки працював кондуктором на залізниці. Перші записи здійснив у 1927 році, що протягом наступних двох років розійшлися тиражем півмільйона копій і принесли Роджерсу славу. 1930 року він записувався Луї Армстронгом (труба) та його жінкою Ліліан (фортепіано). Помер від туберкульозу у віці 35 років.

## Найвідоміші пісні
- The Soldier's Sweatheart
- Mother Was a Lady
- T for Texas
- California blues
- In the Jailhouse Now
- Waiting for a Train
- The Brakeman's blues
- Frankie an Johnnie
- Nobody Knows But Me
- Mississippi River Blues
- T.B. Blues
- Jimmie The Kid
- Hobo's Meditation